# CryEngine
CryEngine je herní engine vytvořený německým vývojářským studiem Crytek.

## Verze

### CryEngine 1
CryEngine je herní engine používaný v first-person shooter videohře Far Cry. Byl vyvinut Crytekem jako technologické demo pro Nvidii, poté co společnost viděla jeho potenciál, byla z něho vytvořena celá hra
Když se začaly objevovat grafické karty s podporou pixel a vertex shaderů verze 3.0, Crytek vypustil verzi 1.2, která těchto funkcí využívá. Také používá Polybump, zvláštní způsob pro vykreslování textur, který je činí plastičtějšími. Později, ve verzi 1.3, se objevuje podpora HDR osvětlení.
Engine si licencoval NCsoft pro své MMORPG, Aion: Tower of Eternity.
Dne 30. března 2006, Ubisoft získal veškerá práva duševního vlastnictví pro značku Far Cry a trvalou licenci k používání  Far Cry edice CryEnginu.

### CryEngine 2
CryEngine 2 je využíván ve hře Crysis a jeho aktualizovaná verze v Crysis Warhead, vedlejším příběhu hry Crysis. V březnu roku 2009 byl na Game Developers Conference odhalen jeho nástupce CryEngine 3, představení proběhlo na Xbox 360 a PlayStation 3. CryEngine 2 byl poprvé licencován francouzské společnosti IMAGTP specializující se na architektonické a územní plánování. Důvodem pro licencování enginu bylo vytvoření programu, který by umožňoval klientům vidět přesný vzhled budovy nebo jiné stavby předtím než začnou stavební práce. Dne 7. března 2011 si Simpson Studios licencovalo CryEngine 2 pro vývoj masivně multiplayerové online hry odehrávající se na teraformovaném Marsu. Dne 11. května 2007 oznámilo studio Crytek, že využije CryEngine 2 ve hře založené na jejich novém duševním vlastnictví. Také bylo potvrzeno, že tato hra nebude součástí série Crysis a nebude ani žánru first person shooter. Dne 17. září 2007 si Ringling College of Art & Design licencovala CryEngine 2 a stala se první vysokoškolskou institucí která tak učinila pro vzdělávací účely.

### CryEngine 3
11. března 2009 Crytek oznámil, že na Game Developers Conference 2009 konající se od 25. do 27. března hodlá představit CryEngine 3. Nový engine byl vyvíjen pro použití na Microsoft Windows, PlayStation 3, Xbox 360, a Wii U. Bylo také zmíněno, že na PC bude podporovat vývoj v DirectX 9, 10 a 11. Dne 1. června 2009 Crytek oznámil že, Crysis 2 bude vyvíjeno na jejich zbrusu novém enginu. K vydání CryEngine 3 poté došlo 14. října 2009.
Dne 1. března 2010 bylo na sympóziu i3D 2010 vydáno nové technologické demo, které demonstrovalo technologii nazývanou 'Cascaded Light Propagation Volumes for Real Time Indirect Illumination’. Dne 11. června 2011, Australské ozbrojené síly odhalily, že personál válečného loďstva bude trénovat na virtuální vrtulníkové výsadkové lodi vyrobené pomocí softwaru CryEngine 3. Od ledna 2011, je Mod SDK verze CryEnginu 3 dostupná na webové stránce Cryteku speciálně k vytváření vlastních map, modů a obsahu pro Crysis 2. Crytek také vydal verzi CryEngine volně k použití pro nekomerční vývoj her. Tato verze byla vydána 17. srpna 2011 pod jménem CryEngine 3 SDK.
Dne 9. září 2011 Crytek oznámil, že bude používat CryEngine 3 k přesunutí původního Crysis na konzole. Původní Crysis byl nakonec vydán na Xbox Live a PlayStation Network 4. října 2011.

### CRYENGINE (4. generace)
Dne 21. srpna 2013 studio Crytek oznámilo, že jejich další verze CryEnginu nebude mít žádné číslo. Důvodem pro toto rozhodnutí bylo, že tento nový engine nemá téměř nic společného s předchozími verzemi CryEnginu. Také to znamenalo změnu z dosavadní ochranné známky „CryENGINE“ na „CRYENGINE“. Tato verze CryEnginu nově podporuje Linux a konzole osmé generace, jako jsou PlayStation 4 s Xbox One.

### CryEngine V
Dne 15. března 2016 byla na konferenci GDC 2016 oznámena nová verze CryEnginu nazvaná CryEngine V. Přináší podporu rozhraní DirectX 12, vývoje pro virtuální realitu (HTC Vive, Oculus Rift, PlayStation VR a OSVR) a skriptování v jazyku C#. Je nabízena modelem „Pay what you want“, který umožňuje vývojářům zaplatit za engine takovou částku, kterou sami uznají za vhodnou.

## Hry používající CryEngine

### CryEngine 1
| Titul                        | Rok  | Vývojář          | Vydavatel | Platforma         |
| ---------------------------- | ---- | ---------------- | --------- | ----------------- |
| Aion: The Tower of Eternity  | 2008 | NCsoft           | NCsoft    | Microsoft Windows |
| Far Cry                      | 2004 | Crytek           | Ubisoft   | Microsoft Windows |
| Far Cry Instincts            | 2005 | Ubisoft Montreal | Ubisoft   | Xbox              |
| Far Cry Instincts: Evolution | 2006 | Ubisoft Montreal | Ubisoft   | Xbox              |
| Far Cry Instincts: Predator  | 2006 | Ubisoft Montreal | Ubisoft   | Xbox 360          |
| Far Cry Vengeance            | 2006 | Ubisoft Montreal | Ubisoft   | Wii               |

### CryEngine 2
| Titul             | Rok                                           | Vývojář             | Vydavatel              | Platforma         |
| ----------------- | --------------------------------------------- | ------------------- | ---------------------- | ----------------- |
| Blue Mars         | 2009 (otevřená betaverze)                     | Avatar Reality      | Avatar Reality         | Microsoft Windows |
| Crysis            | 2007                                          | Crytek              | Electronic Arts        | Microsoft Windows |
| Crysis Warhead    | 2008                                          | Crytek Budapest     | Electronic Arts        | Microsoft Windows |
| Drug Wars         | 2009                                          | Paleo Entertainment | Paleo Entertainment    | Microsoft Windows |
| Entropia Universe | 2003 (původní verze) 2009 (CryEngine 2 verze) | MindArk             | MindArk                | Microsoft Windows |
| The Day           | bude oznámeno                                 | Reloaded Studios    | Nexon Tencent Holdings | Microsoft Windows |
| Vigilance         | 2008                                          | Harrington Group    | Harrington Group       | Microsoft Windows |

### CryEngine 3
| Titul                            | Rok                            | Vývojář                       | Vydavatel                | Platforma                                  |
| -------------------------------- | ------------------------------ | ----------------------------- | ------------------------ | ------------------------------------------ |
| ArcheAge                         | 2013                           | XL Games                      | XL Games                 | Microsoft Windows                          |
| ASTA: The War of Tears and Winds | 2016                           | Polygon Games                 | NHN                      | Microsoft Windows                          |
| Cabal 2                          | 2012                           | ESTsoft                       | ESTsoft                  | Microsoft Windows                          |
| Crysis                           | 2011                           | Crytek                        | Electronic Arts          | PlayStation 3, Xbox 360                    |
| Crysis 2                         | 2011                           | Crytek                        | Electronic Arts          | Microsoft Windows, PlayStation 3, Xbox 360 |
| Crysis 3                         | 2013                           | Crytek                        | Electronic Arts          | Microsoft Windows, PlayStation 3, Xbox 360 |
| Enemy Front                      | 2014                           | CI Games                      | CI Games                 | Microsoft Windows, PlayStation 3, Xbox 360 |
| Fibble – Flick 'n' Roll          | 2012                           | Crytek Budapest               | Crytek                   | iOS, Android                               |
| God Slayer                       | bude oznámeno                  | Changyou.com                  | Changyou.com             | Microsoft Windows                          |
| Gridberd                         | 2015                           | Wareberd                      | Wareberd                 | Microsoft Windows                          |
| Heathen                          | bude oznámeno                  | Frog Factory                  | Frog Factory             | Microsoft Windows                          |
| King of Wushu                    | 2016                           | Snail Games                   | Snail Games              | Microsoft Windows, PlayStation 4, Xbox One |
| Lichdom: Battlemage              | 2014                           | Xaviant                       | Xaviant, Maximum Games   | Microsoft Windows, PlayStation 4, Xbox One |
| MechWarrior Online               | 2013                           | Piranha Games                 | Infinite Game Publishing | Microsoft Windows                          |
| Monster Hunter Online            | 2013                           | Tencent Holdings Capcom       | Capcom                   | Microsoft Windows                          |
| Nexuiz                           | 2012                           | IllFonic                      | THQ                      | Microsoft Windows, Xbox 360                |
| Ostrov                           | bude oznámeno                  | Whitefox Studios              |                          | Microsoft Windows                          |
| Panzar                           | 2013                           | Panzar Studio                 | Panzar Studio            | Microsoft Windows                          |
| Project Heart and Soul           | bude oznámeno                  | Reach Game Studios            | N/A                      | Microsoft Windows, PlayStation 4           |
| Riders of Icarus                 | 2016                           | WeMade Entertainment          | Nexon America            | Microsoft Windows                          |
| Sniper: Ghost Warrior 2          | 2013                           | CI Games                      | CI Games                 | Microsoft Windows, PlayStation 3, Xbox 360 |
| Snow                             | 2014                           | Poppermost Productions        | Poppermost Productions   | Microsoft Windows                          |
| Sonic Boom: Rise of Lyric        | 2014                           | Big Red Button Entertainment  | Sega                     | Wii U                                      |
| State of Decay                   | 2013                           | Undead Labs                   | Microsoft Studios        | Microsoft Windows, Xbox 360                |
| The Collectables                 | 2014                           | Crytek Budapest               | DeNA                     | iOS, Android                               |
| The Lost Valley                  | 2015                           | AndrewDrumov, Sanke Berdochan | AndrewDrumov             | Microsoft Windows                          |
| The Memory of Eldurim            | 2014                           | Liminal Games                 | Liminal Games            | Microsoft Windows                          |
| Traction Wars                    | 2017                           | Traction Wars Team            | Traction Wars Team       | Microsoft Windows                          |
| Uayeb                            | 2017                           | Ica Games                     | Ica Games                | Microsoft Windows                          |
| Ultraworld                       | 2014                           | Neon Serpent                  | Neon Serpent             | Microsoft Windows                          |
| Wander                           | 2015                           | Wander MMO                    | Wander MMO               | Microsoft Windows, PlayStation 4           |
| Warface                          | 2013 (Windows) 2014 (Xbox 360) | Crytek Kiev                   | Crytek Tencent Holdings  | Microsoft Windows, Xbox 360                |

### CRYENGINE (4. generace)
| Titul                           | Rok                                 | Vývojář                                  | Vydavatel                          | Platforma                                  |
| ------------------------------- | ----------------------------------- | ---------------------------------------- | ---------------------------------- | ------------------------------------------ |
| Armored Warfare                 | 2015                                | Obsidian Entertainment                   | My.com                             | Microsoft Windows                          |
| Everybody's Gone to the Rapture | 2015 (PlayStation 4) 2016 (Windows) | The Chinese Room SCE Santa Monica Studio | Sony Computer Entertainment        | Microsoft Windows, PlayStation 4           |
| Evolve                          | 2015                                | Turtle Rock Studios                      | 2K Games                           | Microsoft Windows, PlayStation 4, Xbox One |
| Homefront: The Revolution       | 2016                                | Dambuster Studios                        | Deep Silver                        | Microsoft Windows, PlayStation 4, Xbox One |
| Investigator                    | 2016                                | AVGames                                  | AVGames                            | Microsoft Windows                          |
| Kingdom Come: Deliverance       | 2018                                | Warhorse Studios                         | Deep Silver                        | Microsoft Windows, PlayStation 4, Xbox One |
| Miscreated                      | 2014                                | Entrada Interactive LLC                  | Entrada Interactive LLC            | Microsoft Windows                          |
| Prey                            | 2017                                | Arkane Studios                           | Bethesda Softworks                 | Microsoft Windows, PlayStation 4, Xbox One |
| Rolling Sun                     | 2015                                | Mystik'Art                               | Mystik'Art                         | Microsoft Windows                          |
| Ryse: Son of Rome               | 2013                                | Crytek                                   | Microsoft Studios                  | Microsoft Windows, Xbox One                |
| Sniper: Ghost Warrior 3         | 2016                                | CI Games                                 | CI Games                           | Microsoft Windows, PlayStation 4, Xbox One |
| The Cursed Forest               | 2015                                | KPy3O, Noostyche                         | Noostyche                          | Microsoft Windows                          |
| Wolcen: Lords of Mayhem         | 2016                                | WOLCEN Studio                            | WOLCEN Studio                      | Microsoft Windows                          |
| Winning Putt                    | 2016                                | Webzen Onnet                             | BANDAI NAMCO Entertainment America | Microsoft Windows                          |

### CryEngine V
| Titul                       | Rok           | Vývojář           | Vydavatel                   | Platforma                                         |
| --------------------------- | ------------- | ----------------- | --------------------------- | ------------------------------------------------- |
| Aporia: Beyond The Valley   | 2017          | Investigate North | Green Man Gaming            | Microsoft Windows                                 |
| Collision Course            | 2017          | Crynosaurs        | Crynosaurs                  | Microsoft Windows                                 |
| Deceit                      | 2016          | Automaton         | Automaton                   | Microsoft Windows                                 |
| Hunt: Showdown              | 2018          | Crytek            | Crytek                      | Microsoft Windows, PlayStation 4, Xbox One        |
| Robinson: The Journey       | 2016          | Crytek            | Sony Computer Entertainment | Microsoft Windows, PlayStation 4                  |
| The Climb                   | 2016          | Crytek            | Crytek                      | Microsoft Windows                                 |
| War of Rights               | bude oznámeno | Campfire Games    | Campfire Games              | Microsoft Windows                                 |
| The Climb 2                 | 2021          | Crytek            | Crytek                      | Oculus Quest                                      |
| Kingdom Come: Deliverance 2 | 2025          | Warhorse Studios  | Deep Silver                 | Microsoft Windows, PlayStation 5, Xbox Series X/S |